# ترعة الإبراهيمية (مصر)

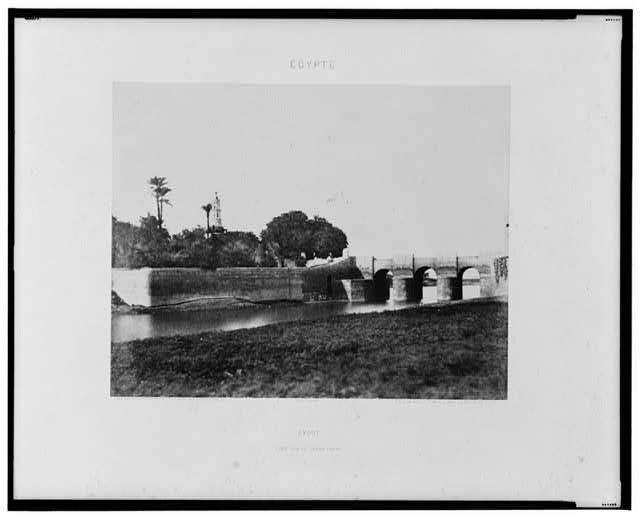
صورة ترجع إلى عام 1851 وتمثل القنطرة التي تبدأ عندها الترعة الإبراهيمية بمدينة أسيوط. من تصوير المصور الفرنسي فيلكس تينار (1817 ـ 1892)

ترعة الإبراهيمية هي ترعة في مصر، وتعد أعظم الترع التي أُنشئت في عهد الخديوي إسماعيل، وتعد من أعظم منشآت الري في تاريخ مصر الحديث، تأخذ مياهها من نهر النيل عند أسيوط، وتنتهي عند (أشمنت) بمحافظة بني سويف، ويبلغ طولها 267 كم، وهذا يدلك على عظم شأنها واتساع مداها، وهي تروي محافظات أسيوط والمنيا وبني سويف.

## تاريخ الإنشاء
ويرجع الفضل في وضع تصميمها وإنشائها إلى المهندس المصري دويدار محمد باشا، إذ كان مفتشًا لهندسة الوجه القبلي، وقد بدأ بإنشائها سنة 1867، واشتغل في حفرها نحو مائة ألف نسمة بطريق السخرة (العونة)، وتم حفرها سنة 1873، أي أن إنجازها اقتضى ست سنوات تقريبًا وتولى بهجت باشا ملاحظة العمل طبقاً للتصميم الذي وضعه، ولما انتقل في خلال العمل إلى الوجه البحري خلفه المهندس الكبير سلامة باشا، الذي تولّى إنشاء قناطر الترعة، ثم خلفه إسماعيل باشا محمد، وكان عهده تمام العمل، ولما أُنشئت الترعة وقاطعت بحر يوسف القديم تحول فمه من النيل وصار يستمد مائه منها عند «الفشن» المستجدة، واستمدتا مياههما منها، وقد كان لهذه الترعة الفضل العميم على أطيان الوجه القبلي من أسيوط إلى بني سويف، إذ زاد خصبها وتحول الري فيها من ري الحياض إلى نظام الري الصيفي، واتسعت فيها زراعة قصب السكر والقطن.
صنفت هذه الترعة من أعظم الأعمال اليدوية في العالم حيث تم شق هذه الترعة بدون استخدام أي تكنولوجيا بالإضافة إلى أنها تروي حوالي مليوني فدان.

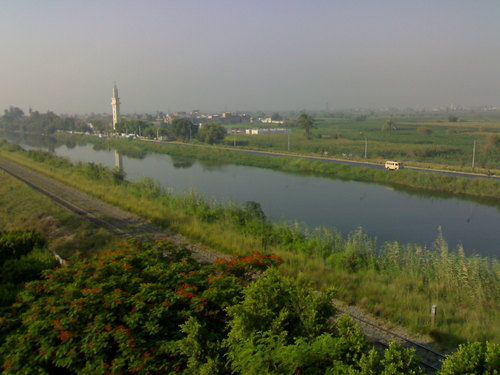
الترعة الإبراهيمية في محافظة المنيا

كانت الترعة الإبراهيمية أكبر مشروع بنية تحتية أنجزته «وزارة الأشغال العامة» المنشأة حديثًا.

## قناطر التقسيم
أُقيمت على الترعة عدة قناطر، وهي: «قناطر التقسيم» بديروط عند تقاطع الترعة وبحر يوسف، وقناطر المنيا، ومطاى، ومغاغة، وببا.
وأعظمها شأناً «قناطر التقسيم» التي أقيمت عند ديروط، على بعد 60 كيلو متراً من فم الترعة، وهي مجموعة قناطر عدة، متصلة بعضها ببعض، ومشيدة بشكل هندسي بديع، توزع كل منها المياه على فرع من فروع الآخذة من الترعة، وهاك بيان هذه القناطر:
- قنطرة ترعة الدلجاوي
- و قنطرة بحر يوسف
- و قنطرة ترعة الديروطية
- و قنطرة موازنة الترعة الإبراهيمية
- و قنطرة ترعة الساحل، ثم
- قنطرة الصرف التي تصرف المياه إلى النيل وتستعمل للتخفيف

### قناطر التقسيم بديروط
أُنشئت سنة 1871. وتعد «قناطر التقسيم» من أعظم قناطر الري في الدنيا، وهي من تصميم المهندس الكبير بهجت باشا، وتناوب بنائها هو وسلامة باشا ثم إسماعيل باشا محمد، ومن المهندسين الذين كانوا يلاحظون أعمال الحفر والبناء فيها: محمد بك أبو السعود، يوسف بك الحكيم، رجب بك سري، أحمد بك سعيد، على بك برهان، محمد بك فهمي، حسن بك وصفي، وكان ابتداء بنائها سنة 1869 م وتمامها سنة 1871م (1288ه‍). وقد نظم الشعراء القصائد تأريخاً لهذا العمل الجليل، فمما قاله في هذا الصدد السيد أبو النصر المنفلوطي أحد شعراء ذلك العصر:
سنة 1288 هـ (1871م)
وكانت هذه القناطر ولم تزل محل إعجاب من شاهدوها من المهندسين الوطنيين والأجانب، مما يسجل الفخر لمهندسي مصر العظام، فقد وضعوا تصميمها، تولوا إقامتها، دون أن يرجعوا إلى رأى خبراء أو مستشارين من الأجانب، وجاءت آية في الفن والإبداع، وقد شاهدها المستر (فولر) المهندس الإنجليزي في ذلك العهد، وقال عنها ما معناه: «يحسن بالسياح الذين يجيئون مصر لمشاهدة الآثار القديمة أن يشاهدوا الآثار الجديدة وهي ترعة الإبراهيمية وقناطرها» .